# Campeonato Mundial de Natación en Piscina Corta de 2018
El XIV Campeonato Mundial de Natación en Piscina Corta se celebró en Hangzhou (China) entre el 11 y el 16 de diciembre de 2018 bajo la organización de la Federación Internacional de Natación (FINA) y la Federación China de Natación.
Las competiciones se realizaron en el Centro de Tenis ubicado en el Centro Internacional de Exposiciones de la ciudad china.

## Resultados

### Masculino
| Evento                    | Oro                                                                                                  | Plata                                                                                         | Bronce                                                                                      |
| ------------------------- | --- | --------------------------------------------------------------------------------------------- | ------------------------------------------------------------------------------------------- |
| 50 m libre (14.12)        | Vladimir Morozov · Rusia · 20,33                                                                     | Caeleb Dressel Estados Unidos 20,54                                                           | Bradley Tandy Sudáfrica 20,94                                                               |
| 100 m libre (16.12)       | Caeleb Dressel Estados Unidos 45,62                                                                  | Vladimir Morozov · Rusia · 45,64                                                              | Chad le Clos Sudáfrica 45,89                                                                |
| 200 m libre (12.12)       | Blake Pieroni Estados Unidos 1:41,29                                                                 | Danas Rapšys · Lituania · 1:41,78                                                             | Alexander Graham Australia 1:42,28                                                          |
| 400 m libre (11.12)       | Danas Rapšys · Lituania · 3:34,01                                                                    | Henrik Christiansen · Noruega · 3:36,64                                                       | Gabriele Detti · Italia · 3:37,54                                                           |
| 1500 m libre (16.12)      | Myjailo Romanchuk · Ucrania · 14:09,14                                                               | Gregorio Paltrinieri · Italia · 14:09,87                                                      | Henrik Christiansen · Noruega · 14:19,39                                                    |
| 50 m espalda (14.12)      | Yevgueni Rylov · Rusia · 22,58                                                                       | Ryan Murphy Estados Unidos 22,63                                                              | Shane Ryan Irlanda 22,76                                                                    |
| 100 m espalda (12.12)     | Ryan Murphy Estados Unidos 49,23                                                                     | Xu Jiayu China 49,26                                                                          | Kliment Kolesnikov · Rusia · 49,40                                                          |
| 200 m espalda (16.12)     | Yevgueni Rylov · Rusia · 1:47,02                                                                     | Ryan Murphy Estados Unidos 1:47,34                                                            | Radosław Kawęcki · Polonia Mitchell Larkin · Australia · 1:48,25                            |
| 50 m braza (16.12)        | Cameron van der Burgh Sudáfrica 25,41                                                                | Ilia Shymanovich · Bielorrusia · 25,77                                                        | Felipe Lima · Brasil · 25,80                                                                |
| 100 m braza (12.12)       | Cameron van der Burgh Sudáfrica 56,01                                                                | Ilia Shymanovich · Bielorrusia · 56,10                                                        | Yasuhiro Koseki Japón 56,13                                                                 |
| 200 m braza (13.12)       | Kiril Prigoda · Rusia · 2:00,16 RM                                                                   | Qin Haiyang China 2:01,15                                                                     | Marco Koch · Alemania · 2:01,42                                                             |
| 50 m mariposa (15.12)     | Nicholas Santos · Brasil · 21,81                                                                     | Chad le Clos Sudáfrica 21,97                                                                  | Dylan Carter Trinidad y Tobago 22,38                                                        |
| 100 m mariposa (13.12)    | Chad le Clos Sudáfrica 48,50                                                                         | Caeleb Dressel Estados Unidos 48,71                                                           | Li Zhuhao China 49,25                                                                       |
| 200 m mariposa (11.12)    | Daiya Seto Japón 1:48,24 RM                                                                          | Chad le Clos Sudáfrica 1:48,32                                                                | Li Zhuhao China 1:50,39                                                                     |
| 100 m estilos (14.12)     | Kliment Kolesnikov · Rusia · 50,63                                                                   | Marco Orsi · Italia · 51,03                                                                   | Hiromasa Fujimori Japón 51,53                                                               |
| 200 m estilos (11.12)     | Wang Shun China 1:51,01                                                                              | Josh Prenot Estados Unidos 1:52,69                                                            | Hiromasa Fujimori Japón 1:52,73                                                             |
| 400 m estilos (15.12)     | Daiya Seto Japón 3:56,43                                                                             | Thomas Fraser-Holmes Australia 4:02,74                                                        | Brandonn Almeida · Brasil · 4:03,71                                                         |
| 4 × 50 m libre (14.12)    | Estados Unidos Caeleb Dressel Ryan Held Jack Conger Michael Chadwick 1:21,80                         | Rusia · Vladimir Morozov · Yevgueni Sedov · Ivan Kuzmenko · Yevgueni Rylov · 1:22,22          | Italia · Santo Condorelli · Andrea Vergani · Lorenzo Zazzeri · Alessandro Miressi · 1:22,90 |
| 4 × 100 m libre (11.12)   | Estados Unidos Caeleb Dressel Blake Pieroni Michael Chadwick Ryan Held 3:03,03 RM                    | Rusia · Vladislav Griniov · Serguei Fesikov · Vladimir Morozov · Kliment Kolesnikov · 3:03,11 | Brasil · Matheus Santana · Marcelo Chierighini · César Cielo · Breno Correia · 3:05,15      |
| 4 × 200 m libre (14.12)   | Brasil · Luiz Altamir Melo · Fernando Scheffer · Leonardo Coelho Santos · Breno Correia · 6:46,81 RM | Rusia · Martin Maliutin · Mijail Vekovishchev · Ivan Guiriov · Alexandr Krasnyj · 6:46,84     | China Ji Xinjie Xu Jiayu Sun Yang Wang Shun 6:47,53                                         |
| 4 × 50 m estilos (15.12)  | Rusia · Kliment Kolesnikov · Oleg Kostin · Mijail Vekovishchev · Yevgueni Rylov · 1:30,54            | Estados Unidos Ryan Murphy Michael Andrew Caeleb Dressel Ryan Held 1:30,90                    | Brasil · Guilherme Guido · Felipe Lima · Nicholas Santos · César Cielo · 1:31,49            |
| 4 × 100 m estilos (16.12) | Estados Unidos Ryan Murphy Andrew Wilson Caeleb Dressel Ryan Held 3:19,98                            | Rusia · Kliment Kolesnikov · Kiril Prigoda · Mijail Vekovishchev · Vladimir Morozov · 3:20,61 | Japón Ryosuke Irie Yasuhiro Koseki Takeshi Kawamoto Katsumi Nakamura 3:21,07                |

### Femenino
| Evento                    | Oro                                                                                 | Plata                                                                                         | Bronce                                                                                          |
| ------------------------- | ----------------------------------------------------------------------------------- | --------------------------------------------------------------------------------------------- | ----------------------------------------------------------------------------------------------- |
| 50 m libre (16.12)        | Ranomi Kromowidjojo · Países Bajos · 23,19                                          | Femke Heemskerk · Países Bajos · 23,67                                                        | Etiene Medeiros · Brasil · 23,76                                                                |
| 100 m libre (13.12)       | Ranomi Kromowidjojo · Países Bajos · 51,14                                          | Femke Heemskerk · Países Bajos · 51,60                                                        | Mallory Comerford Estados Unidos 51,63                                                          |
| 200 m libre (11.12)       | Ariarne Titmus Australia 1:51,38                                                    | Mallory Comerford Estados Unidos 1:51,81                                                      | Femke Heemskerk · Países Bajos · 1:52,36                                                        |
| 400 m libre (14.12)       | Ariarne Titmus Australia 3:53,92 RM                                                 | Wang Jianjiahe China 3:54,56                                                                  | Li Bingjie China 3:57,99                                                                        |
| 800 m libre (13.12)       | Wang Jianjiahe China 8:04,35                                                        | Simona Quadarella · Italia · 8:08,03                                                          | Leah Smith Estados Unidos 8:08,75                                                               |
| 50 m espalda (15.12)      | Olivia Smoliga Estados Unidos 25,88                                                 | Caroline Pilhatsch · Austria · 25,99                                                          | Holly Barratt Australia 26,04                                                                   |
| 100 m espalda (12.12)     | Olivia Smoliga Estados Unidos 56,19                                                 | Katinka Hosszú · Hungría · 56,26                                                              | Georgia Davies Reino Unido Minna Atherton Australia 56,74                                       |
| 200 m espalda (13.12)     | Lisa Bratton Estados Unidos 2:00,71                                                 | Kathleen Baker Estados Unidos 2:00,79                                                         | Emily Seebohm Australia 2:01,37                                                                 |
| 50 m braza (12.12)        | Alia Atkinson Jamaica 29,05                                                         | Rūta Meilutytė · Lituania · 29,38                                                             | Martina Carraro · Italia · 29,59                                                                |
| 100 m braza (15.12)       | Alia Atkinson Jamaica 1:03,51                                                       | Katie Meili Estados Unidos 1:03,63                                                            | Jessica Hansen Australia 1:04,61                                                                |
| 200 m braza (16.12)       | Annie Lazor Estados Unidos 2:18,32                                                  | Bethany Galat Estados Unidos 2:18,62                                                          | Fanny Lecluyse · Bélgica · 2:18,85                                                              |
| 50 m mariposa (14.12)     | Ranomi Kromowidjojo · Países Bajos · 24,47                                          | Holly Barratt Australia 24,80                                                                 | Kelsi Dahlia Estados Unidos 24,97                                                               |
| 100 m mariposa (16.12)    | Kelsi Dahlia Estados Unidos 55,01                                                   | Kendyl Stewart Estados Unidos 56,22                                                           | Daiene Dias · Brasil · 56,31                                                                    |
| 200 m mariposa (12.12)    | Katinka Hosszú · Hungría · 2:01,60                                                  | Kelsi Dahlia Estados Unidos 2:01,73                                                           | Suzuka Hasegawa Japón 2:04,04                                                                   |
| 100 m estilos (14.12)     | Katinka Hosszú · Hungría · 57,26                                                    | Runa Imai Japón 57,85                                                                         | Alia Atkinson Jamaica 58,11                                                                     |
| 200 m estilos (15.12)     | Katinka Hosszú · Hungría · 2:03,25                                                  | Melanie Margalis Estados Unidos 2:04,62                                                       | Kathleen Baker Estados Unidos 2:05,54                                                           |
| 400 m estilos (11.12)     | Katinka Hosszú · Hungría · 4:21,40                                                  | Melanie Margalis Estados Unidos 4:25,84                                                       | Fantine Lesaffre Francia 4:27,31                                                                |
| 4 × 50 m libre (16.12)    | Estados Unidos Madison Kennedy Mallory Comerford Kelsi Dahlia Erika Brown 1:34,03   | Países Bajos · Ranomi Kromowidjojo · Femke Heemskerk · Kim Busch · Valerie van Roon · 1:34,55 | Australia Holly Barratt Emily Seebohm Minna Atherton Carla Buchanan 1:36,34                     |
| 4 × 100 m libre (11.12)   | Estados Unidos Olivia Smoliga Lia Neal Mallory Comerford Kelsi Dahlia 3:27,78       | Países Bajos · Kim Busch · Femke Heemskerk · Maaike de Waard · Ranomi Kromowidjojo · 3:28,02  | China Zhu Menghui Yang Junxuan Liu Xiaohan Wang Jingzhuo 3:30,92                                |
| 4 × 200 m libre (15.12)   | China Li Bingjie Yang Junxuan Zhang Yuhan Wang Jianjiahe 7:34,08                    | Estados Unidos Leah Smith Mallory Comerford Melanie Margalis Erika Brown 7:35,30              | Australia Ariarne Titmus Minna Atherton Carla Buchanan Abbey Harkin 7:36,40                     |
| 4 × 50 m estilos (12.12)  | Estados Unidos Olivia Smoliga Katie Meili Kelsi Dahlia Mallory Comerford 1:42,38 RM | China Fu Yuanhui Suo Ran Wang Yichun Wu Yue 1:44,31                                           | Países Bajos · Maaike de Waard · Kim Busch · Ranomi Kromowidjojo · Femke Heemskerk · 1:44,57    |
| 4 × 100 m estilos (16.12) | Estados Unidos Olivia Smoliga Katie Meili Kelsi Dahlia Mallory Comerford 3:45,58    | China Fu Yuanhui Shi Jinglin Zhang Yufei Zhu Menghui 3:48,80                                  | Italia · Margherita Panziera · Martina Carraro · Elena Di Liddo · Federica Pellegrini · 3:51,38 |

### Mixto
| Evento                   | Oro                                                                                 | Plata                                                                                         | Bronce                                                                                        |
| ------------------------ | ----------------------------------------------------------------------------------- | --------------------------------------------------------------------------------------------- | --------------------------------------------------------------------------------------------- |
| 4 × 50 m libre (12.12)   | Estados Unidos Caeleb Dressel Ryan Held Mallory Comerford Kelsi Dahlia 1:27,89 RM   | Países Bajos · Jesse Puts · Stan Pijnenburg · Ranomi Kromowidjojo · Femke Heemskerk · 1:28,51 | Rusia · Vladimir Morozov · Yevgueni Sedov · Mariya Kameneva · Rozaliya Nasretdinova · 1:28,73 |
| 4 × 50 m estilos (13.12) | Estados Unidos Olivia Smoliga Michael Andrew Kelsi Dahlia Caeleb Dressel 1:36,40 RM | Países Bajos · Jesse Puts · Ties Elzerman · Ranomi Kromowidjojo · Femke Heemskerk · 1:37,05   | Rusia · Kliment Kolesnikov · Oleg Kostin · Rozaliya Nasretdinova · Mariya Kameneva · 1:37,33  |

## Medallero
| Núm. | País              | Oro | Plata | Bronce | Total |
| ---- | ----------------- | --- | ----- | ------ | ----- |
| 1    | Estados Unidos    | 17  | 15    | 4      | 36    |
| 2    | Rusia             | 6   | 5     | 3      | 14    |
| 3    | Hungría           | 4   | 1     | 0      | 5     |
| 4    | Países Bajos      | 3   | 6     | 2      | 11    |
| 5    | China             | 3   | 5     | 5      | 13    |
| 6    | Sudáfrica         | 3   | 2     | 2      | 7     |
| 7    | Australia         | 2   | 2     | 8      | 12    |
| 8    | Japón             | 2   | 1     | 5      | 8     |
| 9    | Brasil            | 2   | 0     | 6      | 8     |
| 10   | Jamaica           | 2   | 0     | 1      | 3     |
| 11   | Lituania          | 1   | 2     | 0      | 3     |
| 12   | Ucrania           | 1   | 0     | 0      | 1     |
| 13   | Italia            | 0   | 3     | 4      | 7     |
| 14   | Bielorrusia       | 0   | 2     | 0      | 2     |
| 15   | Noruega           | 0   | 1     | 1      | 2     |
| 16   | Austria           | 0   | 1     | 0      | 1     |
| 17   | Alemania          | 0   | 0     | 1      | 1     |
| 17   | Bélgica           | 0   | 0     | 1      | 1     |
| 17   | Francia           | 0   | 0     | 1      | 1     |
| 17   | Irlanda           | 0   | 0     | 1      | 1     |
| 17   | Polonia           | 0   | 0     | 1      | 1     |
| 17   | Reino Unido       | 0   | 0     | 1      | 1     |
| 17   | Trinidad y Tobago | 0   | 0     | 1      | 1     |
|      | TOTAL             | 46  | 46    | 48     | 140   |